# Барра-ду-Бугрис
Барра-ду-Бугрис (порт. Barra do Bugres) — муниципалитет в Бразилии, входит в штат Мату-Гросу. Составная часть мезорегиона Юго-запад штата Мату-Гроссу. Входит в экономико-статистический микрорегион Тангара-да-Серра. Население составляет 32 479 человек на 2007 год. Занимает площадь 7228,902 км². Плотность населения — 4,5 чел./км².
Праздник города — 19 апреля.

## История
Город основан 31 декабря 1943 года.

## Статистика
- Валовой внутренний продукт на 2003 год составляет 179 482 150,00 реалов (данные: Бразильский институт географии и статистики).
- Валовой внутренний продукт на душу населения на 2003 год составляет 5905,57 реалов (данные: Бразильский институт географии и статистики).
- Индекс развития человеческого потенциала на 2000 год составляет 0,715 (данные: Программа развития ООН).